# Agripina la Mayor
(Vipsania) Agripina la Mayor  (también, en latín, Agrippina Germanici, «Agripina de Germánico»; c. 14  a. C.
 – 33 d. C.) fue una dama romana del siglo I d. C., miembro de la dinastía Julio-Claudia. Fue hija de Marco Agripa y Julia la Mayor, hija del emperador Augusto, y estuvo casada con Germánico, a quien acompañó en sus destinos civiles y militares en Germania y Siria. Fue madre de nueve hijos, seis de los cuales llegaron a la edad adulta. Uno de ellos, Calígula, llegó a emperador y otra, Agripina la Menor, fue emperatriz, esposa de Claudio y madre de Nerón. Tras la muerte de su esposo en Siria en el año 19 d. C., llevó sus cenizas en procesión hasta Roma en medio de profusas muestras de afecto del pueblo.
Después de haber sido una de las mujeres más importantes del Imperio, cayó en desgracia al enemistarse con su suegro Tiberio y con Sejano, prefecto del pretorio, cuyas intrigas terminaron por enviarla al exilio en la isla de Pandataria, donde murió de hambre.

### Estancia en Germania

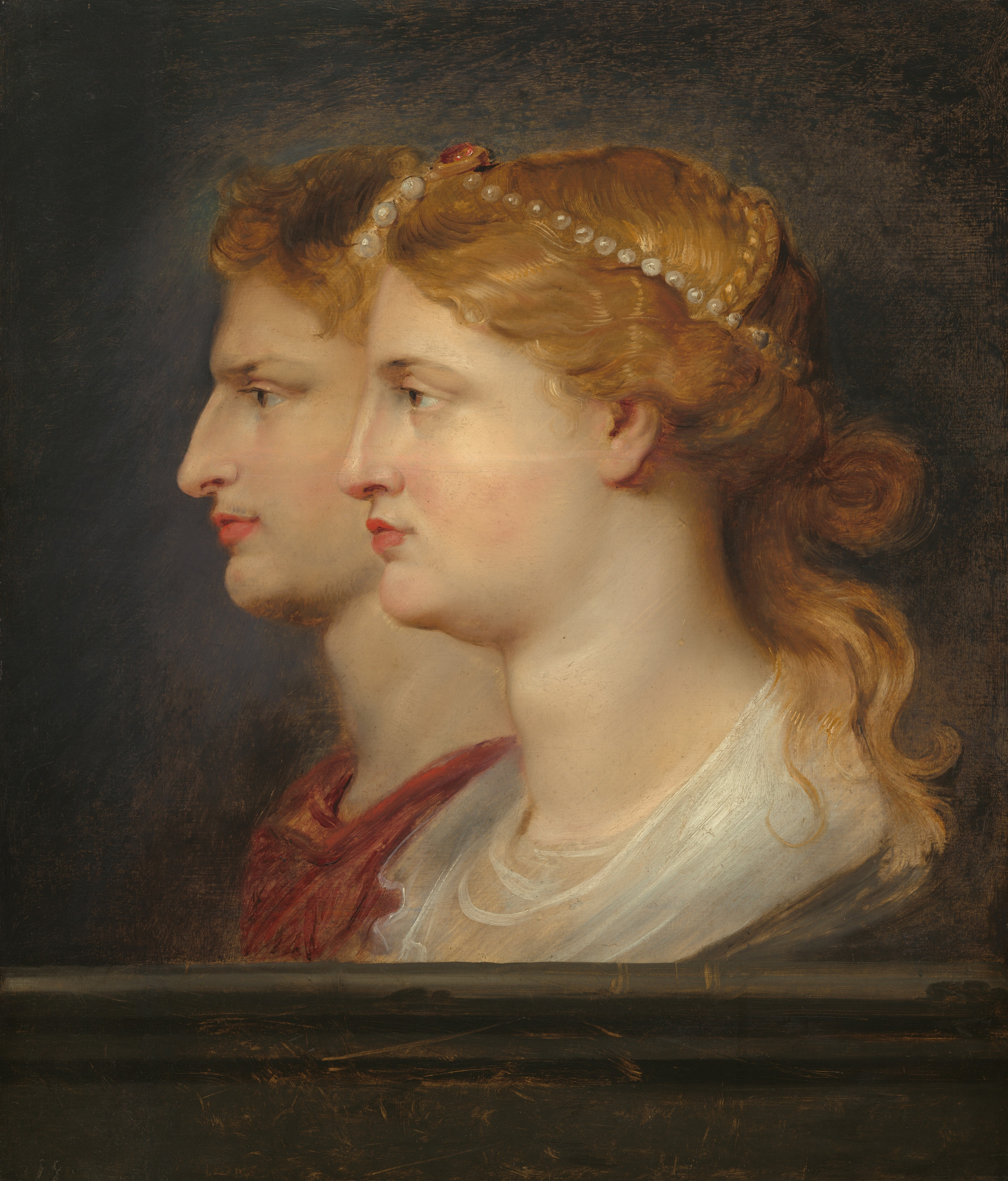
Debido a su personalidad e independencia, Agripina la Mayor siguió la misma política de Livia y Julia la Mayor de ejercer el poder a través de su esposo y sus hijos. Germánico y Agripina de Pedro Pablo Rubens. Galería Nacional de Arte.

### Estancia en Oriente

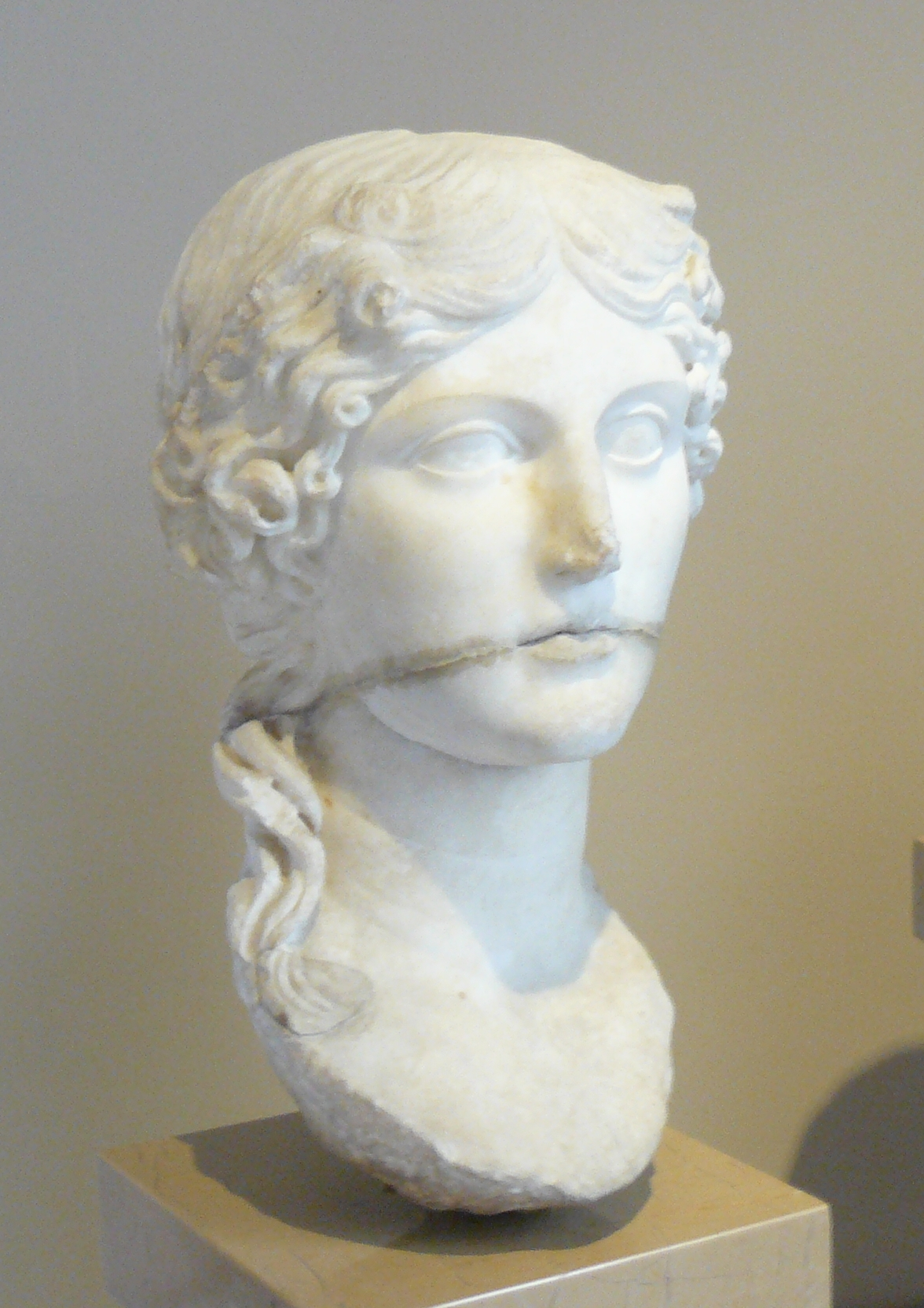
Busto de Agripina la Mayor encontrado en Pérgamo y exhibido en el Museo arqueológico de Estambul

## Retorno a Roma

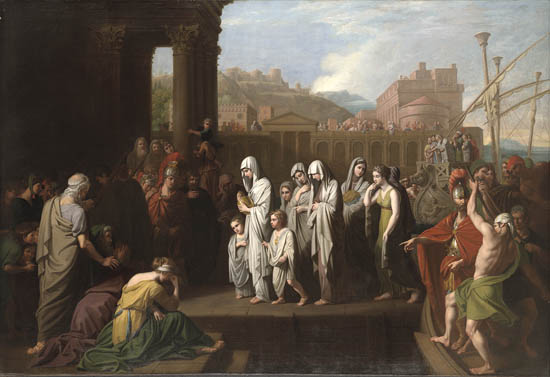
Agripina fue recibida en Brundisium por una gran multitud. Las pruebas de afecto se sucedieron a lo largo del camino a Roma, en el que hombres destacados del Imperio se unieron al cortejo fúnebre. Esta apoteosis popular demuestra la enorme popularidad de la que disfrutaba Germánico y que Agripina explotó muy teatralmente. Agripina llevando las cenizas de Germánico. Cuadro de Benjamin West.

## Exilio y muerte

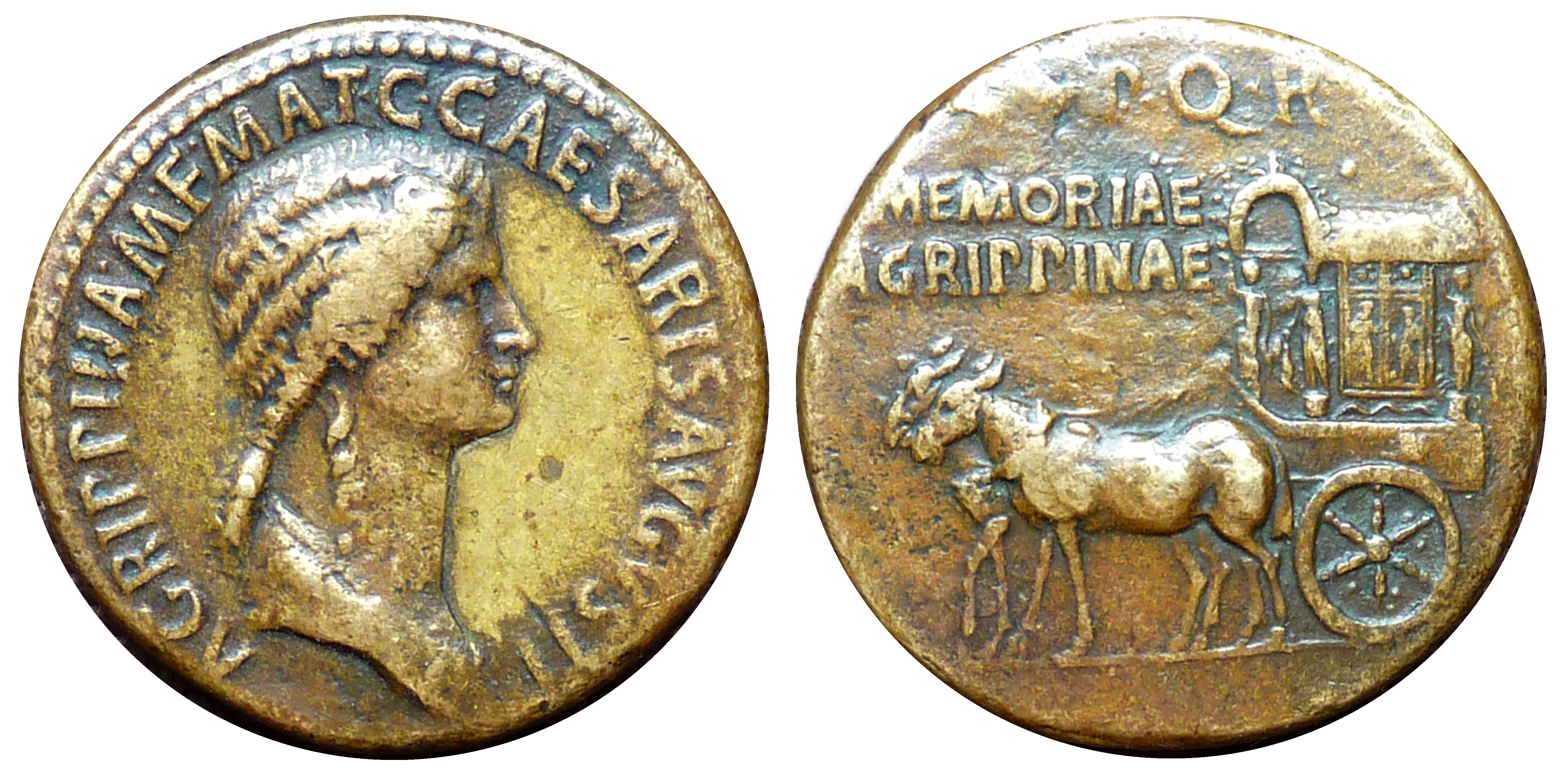
Años después de su muerte, su hijo Calígula hizo que devolvieran sus cenizas a Roma y conmemoró su memoria. Sestercio acuñado por Calígula durante su reinado.